# Liste der Botschafter der Vereinigten Staaten in Malta
Die Liste der Botschafter der Vereinigten Staaten in Malta bietet einen Überblick über die Leiter der US-amerikanischen diplomatischen Vertretung in Malta seit der Unabhängigkeit.

## Botschafter
| Amtszeit  | Name                           | Anmerkung |
| --------- | ------------------------------ | --- |
| 1965–1967 | George J. Feldman              | |
| 1967–1969 | Hugh H. Smythe                 | |
| 1969–1972 | John C. Pritzlaff Jr.          | |
| 1972–1974 | John I. Getz                   | |
| 1974–1976 | Robert P. Smith                | |
| 1977–1979 | Bruce Laingen                  | |
| 1979–1981 | Joan M. Clark                  | |
| 1981–1982 | Frank P. Wardlaw               | |
| 1982–1985 | James Malone Rentschler        | |
| 1985–1987 | Gary L. Matthews               | |
| 1987–1989 | Peter R. Sommer                | |
| 1989–1993 | Sally J. Novetzke              | organisierte das Gipfeltreffen zwischen George H. W. Bush und Michail Gorbatschow, das im Dezember 1989 auf Malta stattfand |
| 1993–1994 | William A. Moffitt             | |
| 1994      | Charles N. Patterson, Jr.      | Chargé d’affaires; Botschafter von 1996 bis 1997                                                                            |
| 1994–1996 | Joseph R. Paolino Jr.          | |
| 1996–1997 | Charles N. Patterson, Jr.      | bereits 1994 als Chargé d’affaires                                                                                          |
| 1997–1998 | Elizabeth Barnett              | |
| 1998–2001 | Kathryn Linda Haycock Proffitt | |
| 2001–2004 | Anthony Gioia                  | |
| 2004–2005 | Alexander R. Kingfisher        | |
| 2005–2009 | Molly Bordonaro                | |
| 2009–2011 | Douglas Kmiec                  | |
| 2011–2012 | Richard M. Mills Jr.           | Chargé d’affaires; später Botschafter der USA in Kanada und bei den Vereinten Nationen                                      |
| 2012–2016 | Gina Abercrombie-Winstanley    | |
| 2016–2018 | G. Kathleen Hill               | |
| 2018–2020 | Mark A. Schapiro               | |
| 2020–     | Gwendolyn S. Green             | |